# Eric Kroll
Eric Kroll (* 23. Oktober 1946 in New York) ist ein US-amerikanischer Fotograf.
Kroll ist bekannt für seine Fotografien im Bereich Akt und Fetisch. Mit diesem Thema hat er sich als fotografischer Buchautor einen Namen gemacht.
Er arbeitete zunächst als Galerist und freier Fotograf für den Spiegel, Vogue und Elle.
Zu seinen Vorbildern zählen Man Ray, Weegee und Eric Stanton.

## Bücher
- "The Transformations of Gwen. Volume 2" (2001). ISBN 1-56163-304-6.
- "The Art of Eric Stanton: For the Man Who Knows His Place." Taschen, 1997. ISBN 3-8228-8499-5.
- "Eric Stanton: She Dominates All and Other Stories." Taschen, 2001. ISBN 3-8228-5565-0.
- "The Works of Eric Stanton", a volume dedicated to the artwork of Eric Stanton.
- "The Wonderful World of Bill Ward, King of the Glamour Girls." ISBN 3-8228-1290-0.
- "Eric Kroll's Beauty Parade." Taschen, 1997. ISBN 3-8228-8601-7.